# Rio Mazarúni
O rio Mazarúni é um rio que banha a Guiana. O rio nasce na serra Merume, próximo da fronteira Brasil-Guiana e flui aproximadamente 580 km até se juntar ao Cuyúni e ao Essequibo, que logo desagua num largo estuário, próximo a Bartica.